# João de Sá
João de Sá ( ? – depois de 1529) foi um escrivão, militar, navegador português e tesoureiro das especiarias da Casa da Índia. Acompanhou Vasco da Gama na primeira viagem marítima da Europa para a Índia, e Pedro Álvares Cabral na segunda viagem para a Índia e descoberta do Brasil em antes de ir para Marrocos. Primeiro na cidade de Safim, que tinha como governador Nuno Fernandes de Ataíde cunhado de Vasco da Gama, e depois para a fortaleza de Santa Cruz do Cabo de Gué em Agadir. De condição modesta aproveitou os descobrimentos para progredir na escala social até atingir o grau de nobre sendo elevado à categoria de cavaleiro da Casa Real, casando mesmo sua filha (donzela da duqueza D. Isabel de Viseu, irmã do rei D. Manuel) com Lopo Vaz de Sampaio futuro governador da Índia.

## Biografia

### Primeira viagem à Índia

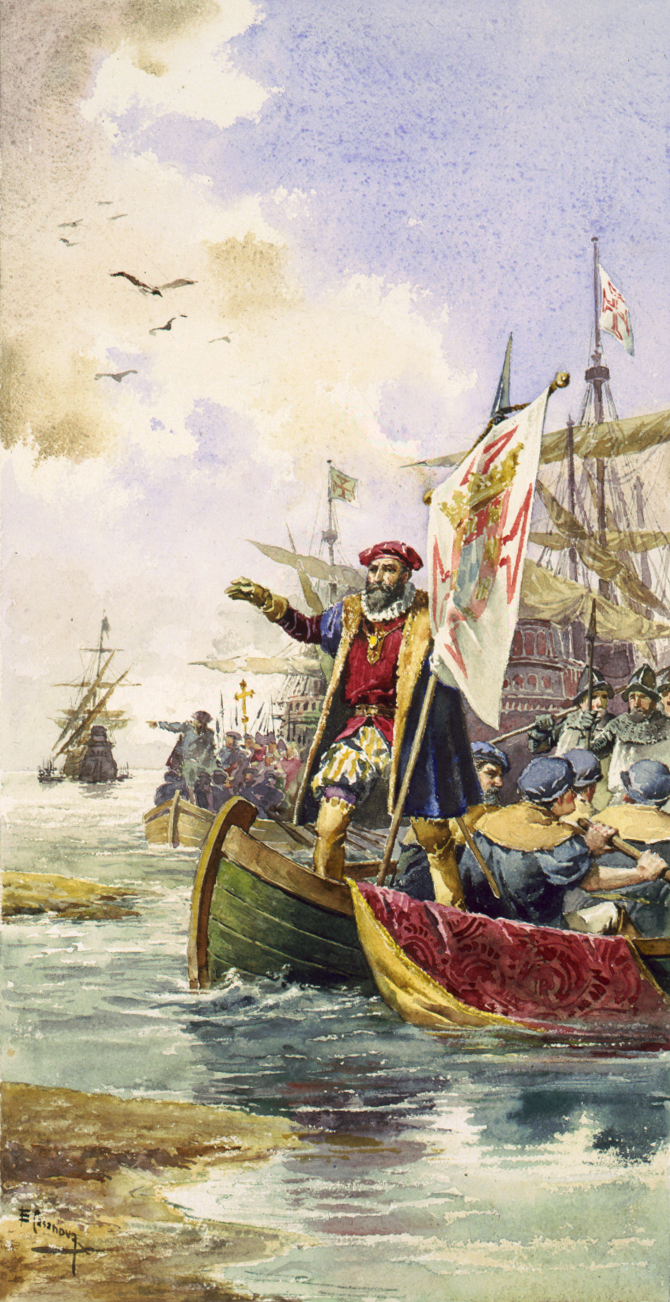
Vasco da Gama, João de Sá e outros, desembarcam em Calecute, a 20 de maio de 1498.

Sá foi escrivão na primeira viagem marítima portuguesa à Índia, viajando na nau São Rafael capitaneada pelo irmão mais novo de Vasco da Gama, Paulo da Gama. Sá também fez parte do grupo de doze homens que acompanharam Gama a Calecute a 20 de maio de 1498, na visita ao Samorim.
Na viagem de volta, o São Rafael foi afundado ao largo da costa leste africana, e a tripulação redistribuída para os dois navios restantes, o São Gabriel e o Bérrio. Porque não havia tripulantes suficientes para manobrar os três navios, devido à perda de quase metade da tripulação por causa do escorbuto durante a longa viagem através do Oceano Índico. João de Sá foi assim transferido para o São Gabriel e assumiu mais tarde o comando do navio porque Vasco da Gama decidiu permanecer na Ilha de Santiago com seu irmão Paulo, que adoeceu gravemente.
| “ | Vasco da Gãma cõ aquelle têporal foy ter a jlha de Sãtiago, e por trazer seu jrmão Paulo da Gãma muy doente, leixou por capitã em o seu nauio a joã de Sa q se viesse a Lixboa: e elle por remedear a saude de seu jrrnão em húa carauela que fretou passou se a jlha terceira, onde o veo enterrar no mosteiro de sam Frãcisco por vir já muy debilitado. | ” |
|   | — João de Barros, Asia, Dos feitos que os portugueses fizeram no descobrimento e conquista dos mares e terras do Oriente. |   |

O S. Gabriel sob o comando de Sá chegou a Lisboa no final de julho ou início de agosto. Embora Paulo tenha podido viajar mais tarde com o irmão para Portugal, morreu em caminho e foi sepultado no mosteiro de São Francisco em Angra do Heroísmo.

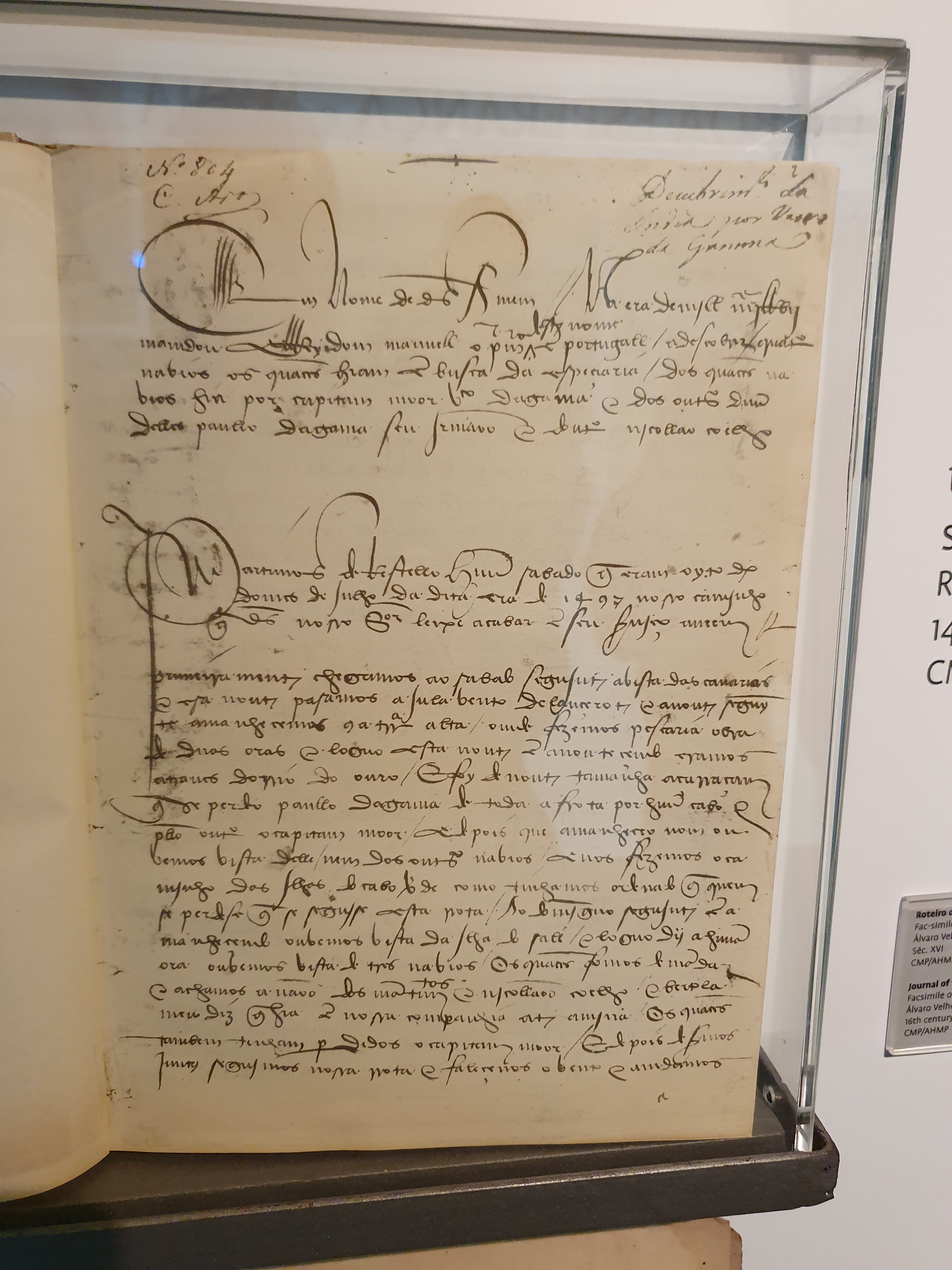
Cópia do diário ou roteiro de João de Sá

### Diário da viagem à Índia
João de Sá é um dos pretensos autores do anónimo Roteiro da primeira viagem de Vasco da Gama à Índia (sendo o outro Álvaro Velho ). Esta obra incompleta, sobrevive num único exemplar manuscrito, preservado na Biblioteca Pública Municipal do Porto e foi publicada pela primeira vez no Porto em 1838 por Diogo Kopke e António da Costa Paiva. Em 1945, o historiador Franz Hümmerich identificou o autor deste manuscrito como sendo Álvaro Velho que passou oito anos na Guiné e forneceu informações sobre a região da Gâmbia a Valentim Fernandes. No entanto, estudos mais recentes de Carmen Radulet expuseram fragilidades nessa teoria e atribuíram o diário com mais certeza ao escrivão João de Sá.

### Outras viagens
João de Sá regressou à Índia como escrivão na Armada de Pedro Álvares Cabral. E poderá ser o autor da Relação do Piloto Anónimo, publicada, em italiano em 1507 por Fracanzano da Montalboddo em Paesi Novamente Retrovati et Novo Mondo de Alberico Vesputio Florentino Intitulato.
Pouco antes de fevreiro de 1511 foi nomeado recebedor do tesoureiro da especiarias da casa da Índia e em julho do mesmo ano tesoureiro das especiarias da Casa da Índia
Tal como Vasco da Gama, João de Sá, foi intimamente associado à família Almeida, porque por volta do fim de 1511, após o seu regresso da Índia, foi para Safim (Marrocos) ao serviço do bispo de Coimbra, D. Jorge de Almeida, 2.º Conde de Arganil. Lá, depois  duma "entrada que fez em Almedina, onde matou e cativou muitos mouros na companhia de D. Pedro de Almeida fidalgo da Casa do Rei" foi nomeado cavaleiro da Casa Real por Nuno Fernandes de Ataíde, do conselho do Rei, cunhado de Vasco da Gama, capitão e governador da cidade de Safim em 30 de janeiro de 1512.
Em 1514, mandou construir uma casa em Lisboa no Rossio do Chão da Feira em Alfama.
Sabemos que em 1517 ele era sempre tesoureiro da Casa da Índia mas deste vez na fortaleza de Santa Cruz do Cabo de Gué em Agadir. Por volta de 1518, sua filha Guiomar d'Eça casou-se com Lopo Vaz de Sampaio que virá a ser governador da Índia poucos anos depois. O último documento do Arquivo Nacional da Torre do Tombo que se refere com certeza à João de Sá data de 1529 sempre no seu cargo de tesoureiro, por isso ainda estava vivo nos finais de 1529. Existe bem outro documento de 1532, referente a um João de Sá, mas não é claro e poderá tratar-se eventualmente dum homónimo.

## Ver também

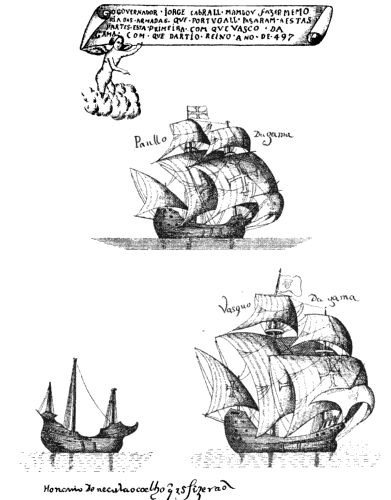
"São Gabriel", "São Rafael" e "Bérrio" c. de 1558

### Edições do diário
- Diogo Kopke e Antonio da Costa Paiva (eds. ), "Roteiro da viagem que em descobrimento da Índia pelo Cabo da Boa Esperança fez dom Vasco da Gama em 1497": Segundo um manuscrito da Bibliotheca publica portuense, Porto: Typographia Commercial Portuense, 1838 (primeira edição do manuscrito, em português) . Scan disponível na Biblioteca Brasiliana Mindlin
- Ernest George Ravenstein (ed. ), Um diário da primeira viagem de Vasco da Gama, 1497-1499, Londres: Hakluyt Society, 1898 (primeira tradução inglesa). Digitalização disponível em Archive.org